# Friedrich Theodor Fröhlich
Pour les articles homonymes, voir Fröhlich.
Friedrich Theodor Fröhlich, né à Brugg le 20 février 1803 et mort à Aarau le 16 octobre 1836 par suicide, est un compositeur suisse.

## Biographie
Friedrich Theodor Fröhlich est le frère du pasteur, écrivain et homme politique Abraham Emanuel Fröhlich (en). Il a fréquenté l'école secondaire à Zurich et a ensuite suivi en 1822/1823 des études de droit à Bâle, car en tant que fils d'enseignant, magistrat et conseiller municipal, il se devait d'étudier le droit pour satisfaire le souhait de ses parents[réf. nécessaire].
Après avoir arrêté ses études à cause de la maladie[réf. nécessaire], il a pris des leçons de composition à Aarau. Une subvention du gouvernement du canton d'Argovie lui a permis en 1823/1824 et 1826-1830 d'aller étudier la musique à Berlin auprès de Carl Friedrich Zelter et Bernhard Klein. Il a également rencontré Felix Mendelssohn.
De retour en Suisse, il a travaillé à temps partiel comme enseignant dans l'ancienne école cantonale d'Aarau. Il a été directeur de chœur et orchestre par amour de la musique. Il a dû faire face à des difficultés dans son mariage. Il a connu des problèmes financiers et a été en proie à la dépression. Probablement en raison de l'absence de reconnaissance de son œuvre musicale, il s'est jeté le 16 octobre 1836 dans l'Aar.

## Œuvres
Theodor Fröhlich a composé des œuvres orchestrales, de la musique de chambre et de piano, ainsi que diverses œuvres vocales. La plus grande partie n'a pas été jouée de son vivant. Beaucoup de ses compositions ne sont pas signées. De récentes recherches font douter que toutes les œuvres qui lui ont été attribuées, soient de sa plume. Peu de ses œuvres ont trouvé un éditeur et dorment dans les réserves de la Bibliothèque de l'Université de Bâle.

### Musique  pour orchestre
- Ouvertüre zu Dyhrns "Konradin" (1827)
- Symphonie en la majeur (1828), 3 mouvements (probablement inachevée)
- Konzertouvertüre en si bémol majeur (1832)
- Ouvertüre zu Passionsmusiken fa mineur (1835)

### Musique de chambre
- Pastorale et Rondo pour hautbois et clavier (1824)
- Trois Sonates pour violon et clavier (1826)
- Quatre quatuors à cordes (1826-32)
- Sonate pour violoncelle et clavier en fa mineur (1830)
- Quintette pour clavier, 2 violoncelles et 2 cors (1833)
- Quatuor pour clavier, violon, alto et violoncelle
- Fantaisie pour violon et clavier
- Fugue pour quatuor à cordes

### Musique pour piano
- Sonate en la majeur, op. 11 (1831)
- Sechs Elegien, op. 15 (1833)
- Walzer und Ländler
- Pièces de piano à 4-mains

### Musique vocale
- Jesus, der Kinderfreund; Cantate (1827)
- Psaume 137 (1827)
- Messe nº 1 (1828) (écrite d'après de nouvelles recherches par Johann Gottlieb Naumann)
- Totenfeier (1829)
- Stabat mater (dt.) (1829)
- Weihnachtskantate (1830)
- Gesang der Geister über den Wassern (Goethe) (1831)
- Meeresstille und glückliche Fahrt (Goethe) (1831)
- Passionskantate (1831)
- Das Unser Vater (1832)
- Litanei (1832)
- Preis der Liebe (1834)
- Messe nº 2 (1835)
- Der 1. Psalm (1836)
- Domine, Jesu Christe (1836)
- Nombreuses autres œuvres et Lieder pour chœur d'hommes, de femmes et d'enfants, dont Wemm Gott will rechte Gunst erweisen est très populaire.

## Source
- (de) Cet article est partiellement ou en totalité issu de l’article de Wikipédia en allemand intitulé « Friedrich Theodor Fröhlich » (voir la liste des auteurs).